# Rivalidad entre Alianza Lima y Sporting Cristal
El clásico entre Sporting Cristal y Alianza Lima, es una de las rivalidades futbolísticas más importantes del Perú, junto con el clásico entre Sporting Cristal y Universitario de Deportes y luego del superclásico del fútbol peruano.
Alianza Lima ha participado de todas las temporadas de la Primera División del Perú desde 1912, excepto en el año 1939 donde disputó la División Intermedia, ascendiendo al año siguiente. Por su parte, Sporting Cristal ha participado de todas las temporadas de la Primera División del Perú desde 1956.
Desde el primer encuentro entre ambos, que se disputó el 5 de agosto de 1956, en el Estadio Nacional del Perú cuando Alianza Lima se impuso 2-1 a Sporting Cristal con un doblete de Guillermo Barbadillo para los aliancistas y descuento de Carlos Zunino para los rimenses, estos dos equipos han sido rivales.
El antagonismo entre ambos bandos surgió desde fines de la década de 1950. Alianza Lima fue fundado el 15 de febrero de 1901 con el nombre de «Sport Alianza» por un grupo de adolescentes de clase obrera en el jirón Cotabambas, del barrio de Las Chacaritas, que se ubicaba en el borde de Lima. Los fundadores adoptaron aquel nombre en honor a la caballeriza Alianza, donde se disputaron sus primeros partidos. Por su parte, Sporting Cristal fue fundado el 13 de diciembre de 1955 con el nombre de «Sporting Cristal Backus» por la iniciativa de Ricardo Bentín Mujica y Esther Grande de Bentín en el distrito del Rímac, al adquirir la base del Sporting Tabaco.Con el objetivo de construir un equipo profesional de fútbol y de aportar en la vida de los deportistas priorizando el desarrollo humano y el crecimiento profesional.
En torneos internacionales Conmebol, la mejor campaña de Sporting Cristal fue en la Copa Libertadores de 1997 cuando fue finalista, mientras que la mejor campaña de Alianza Lima en la Copa Libertadores fue como semifinalista en las ediciones de 1976 y 1978.
Desde el comienzo del siglo XXI estos dos equipos son los que se han adjudicado alternadamente la mayor cantidad de títulos (7 cada uno): Alianza conquistó los campeonatos nacionales de 2001, 2003, 2004, 2006, 2017, 2021 y 2022; mientras que Cristal hizo lo propio con los campeonatos nacionales de 2002, 2005, 2012, 2014, 2016, 2018 y 2020.
Sporting Cristal consiguió su máxima goleada en este tipo de encuentros por el Campeonato Profesional de 1960 cuando derrotó por 5-0 al Alianza Lima con anotaciones de Luis Pasache (2), Faustino Delgado (2) y Alberto Gallardo. Mientras que Alianza Lima obtuvo también el triunfo ante Cristal por 5-0 durante el Torneo Apertura 2004 gracias a los goles de Martín Hidalgo, Miguel Gutiérrez (a.g.), Roberto Silva y Waldir Sáenz (2); Sáenz es, además, el máximo anotador en estos encuentros con 19 goles.
La rivalidad futbolística entre estos clubes se presentaba también en el voleibol femenino, ya que los representativos de ambas instituciones chocaban regularmente en la Liga Nacional Superior de Voleibol del Perú, despertando también bastante expectativa en los seguidores de este deporte. Sin embargo, Sporting Cristal decidió dejar de tener un equipo de voleibol en 2018.

## Historia
El domingo 5 de agosto de 1956, se enfrentarían los clásicos rivales por primera vez en la fecha 1 del torneo de Primera División de 1956. Sporting Cristal Backus se estrenaba en el torneo local luego de la compra del Sporting Tabaco, por su parte, Alianza Lima se presentaba como el último campeón peruano. El coloso de José Díaz lució casi lleno con 34,317 espectadores en sus tribunas. Según El Comercio, la gran figura del encuentro fue el defensor blanquiazul Guillermo Delgado. En el recuadro estadístico, se anota que los aliancistas remataron 22 veces al arco al igual que los rimenses. En el primer tiempo, Carlos Zunino logra vencer al portero Clemente Velásquez y pone en ventaja al cuadro celeste. Al minuto 38, Guillermo Barbadillo marca el empate. En el segundo tiempo, se determina la victoria de los aliancistas con el doblete de Barbadillo.
| 1          | POR        | Clemente Velásquez   |  |
| 2          | DEF        | Guillermo Delgado    |  |
| 3          | DEF        | Teobaldo Guzmán      |  |
| 15         | DEF        | Enrique Velásquez    |  |
| 5          | DEF        | Carlos Lazón         |  |
| 7          | MED        | Félix Castillo       |  |
| 6          | MED        | Cornelio Heredia     |  |
| 8          | MED        | Guillermo Barbadillo |  |
| 10         | DEL        | Juan Joya            |  |
| 9          | DEL        | Valeriano López      |  |
| 11         | DEL        | Dagoberto Lavalle    |  |
| Entrenador | Entrenador | Alberto Montellanos  |  |

| 23         | POR        | Rafael Asca        |  |
| 2          | DEF        | Ernesto Villamares |  |
| 3          | DEF        | Adolfo Donayre     |  |
| 5          | DEF        | Dante Rovay        |  |
| 4          | DEF        | Dardo Acuña        |  |
| 6          | MED        | Antonio García     |  |
| 11         | MED        | Carlos Zunino      |  |
| 7          | MED        | Luis Navarrete     |  |
| 10         | DEL        | Faustino Delgado   |  |
| 8          | DEL        | Antonio Sacco      |  |
| 9          | DEL        | Máximo Mosquera    |  |
| Entrenador | Entrenador | Luis Tirado        |  |

| Anotado | 38' | Guillermo Barbadillo | 1-1 |
| Anotado | 78' | Guillermo Barbadillo | 2-1 |

| Anotado | 21' | Carlos Zunino | 0-1 |

| Árbitro | Jesús Lires López |

| 1          | POR        | Clemente Velásquez   |  |
| 2          | DEF        | Guillermo Delgado    |  |
| 3          | DEF        | Teobaldo Guzmán      |  |
| 15         | DEF        | Enrique Velásquez    |  |
| 5          | DEF        | Carlos Lazón         |  |
| 7          | MED        | Félix Castillo       |  |
| 6          | MED        | Cornelio Heredia     |  |
| 8          | MED        | Guillermo Barbadillo |  |
| 10         | DEL        | Juan Joya            |  |
| 9          | DEL        | Valeriano López      |  |
| 11         | DEL        | Dagoberto Lavalle    |  |
| Entrenador | Entrenador | Alberto Montellanos  |  |

| 23         | POR        | Rafael Asca        |  |
| 2          | DEF        | Ernesto Villamares |  |
| 3          | DEF        | Adolfo Donayre     |  |
| 5          | DEF        | Dante Rovay        |  |
| 4          | DEF        | Dardo Acuña        |  |
| 6          | MED        | Antonio García     |  |
| 11         | MED        | Carlos Zunino      |  |
| 7          | MED        | Luis Navarrete     |  |
| 10         | DEL        | Faustino Delgado   |  |
| 8          | DEL        | Antonio Sacco      |  |
| 9          | DEL        | Máximo Mosquera    |  |
| Entrenador | Entrenador | Luis Tirado        |  |

| Anotado | 38' | Guillermo Barbadillo | 1-1 |
| Anotado | 78' | Guillermo Barbadillo | 2-1 |

| Anotado | 21' | Carlos Zunino | 0-1 |

| Árbitro | Jesús Lires López |

## Estadísticas

### Historial
| Torneo                    | PJ  | GAL | E  | GSC | GolAL | GolSC |
| ------------------------- | --- | --- | -- | --- | ----- | ----- |
| Primera División del Perú | 224 | 77  | 78 | 71  | 266   | 261   |
| Copa Libertadores         | 8   | 2   | 4  | 2   | 11    | 11    |
| Copa Nacional             | 1   | 0   | 1  | 0   | 0     | 0     |
| Total oficial             | 231 | 78  | 81 | 72  | 275   | 271   |

PJ = Partidos Jugados; GAL = Ganados Alianza Lima; E = Empates; GSC = Ganados Sporting Cristal; GolAL = Goles Alianza Lima; GolSC = Goles Sporting Cristal

### Últimos 10 partidos
| Fecha      | Competición   | Local            | Resultado  | Visitante        |
| ---------- | ------------- | ---------------- | ---------- | ---------------- |
| 21/11/2021 | Final 2021    | Alianza Lima     | 1:0        | Sporting Cristal |
| 28/11/2021 | Final 2021    | Sporting Cristal | 0:0        | Alianza Lima     |
| 06/03/2022 | Apertura 2022 | Alianza Lima     | 0:1        | Sporting Cristal |
| 31/07/2022 | Clausura 2022 | Sporting Cristal | 0:0        | Alianza Lima     |
| 05/02/2023 | Apertura 2023 | Sporting Cristal | 3:0 (w.o.) | Alianza Lima     |
| 08/07/2023 | Clausura 2023 | Alianza Lima     | 0:0        | Sporting Cristal |
| 09/03/2024 | Apertura 2024 | Alianza Lima     | 1:2        | Sporting Cristal |
| 17/08/2024 | Clausura 2024 | Sporting Cristal | 0:0        | Alianza Lima     |
| 01/03/2025 | Apertura 2025 | Sporting Cristal | 1:2        | Alianza Lima     |
| 05/08/2025 | Clausura 2025 | Alianza Lima     | 0:0        | Sporting Cristal |

## Partidos definitorios
A lo largo de 69 años de rivalidad, Alianza Lima y Sporting Cristal han disputado entre sí varias finales de campeonatos y clásicos decisivos. Alianza Lima lleva ventaja en los clásicos definitorios donde ha ganado seis definiciones en el medio local, siendo tres de estas en finales por un título de Primera División (2003, 2004, 2021). Sporting Cristal, por su parte, superó a su rival en cuatro clásicos definitorios en el medio local, siendo dos de estos en finales por un título de Primera División (1961, 2018).
- Para obtener mayor detalle sobre las finales y partidos decisivos disputados entre ambos clubes, véase clásicos definitorios.